# Лютиер
Лютиер е човек, който се занимава с изработката или поправката на струнни музикални инструменти — от китари до цигулки.

## Известни лютиери

### Цигулки, виоли, виолончела, басове, лъкове

#### Италиански
- Амати
- Бергонци
- Николо Галиано
- Матео Гофрилер
- Гуаданини
- Гуарнери
- Доменико Монтаняна
- Стефано Скарампела
- Антонио Страдивари
- Карло Джузепе Тесторе

#### Френски
- Гюстав Бернардел
- Шарл Жан Батист Колин-Мезин
- Никола Люпо
- Етиен Ватло
- Жан Баптист Вийом

#### Германски
- Клоц
- Леополд Видхалм

#### Американски
- Брайън Скарстад

#### Австрийски
- Якоб Щайнер
- Давид Теклер

#### Швейцарски
- Йохан Финкел (лъкове)

### Китари
- Ричард Ечеверия
- Лео Фендер
- Енрике Гарсия
- Орвил Гибсън
- Сантос Ернандес
- Джордж Лауден
- Монти Новотни
- Ле Пол
- Хосе Романилос
- Пол Рийд Смит
- Елмер Стромберг и баща му Чарлс Стромберг
- Антонио Торес